# Colesbukta
Colesbukta ist eine 4,5 km breite Bucht an der Südseite des Isfjord auf Spitzbergen. In die Bucht mündet der durch Colesdalen fließende Fluss Coleselva. Colesdalen gilt als eine der vegetationsreichsten Gegenden auf Spitzbergen.
An der Ostseite der Bucht befand sich bis zur Aufgabe des Kohleabbaus 1962 die Verladeanlage für die in Grumant abgebaute Kohle und eine Siedlung für die russischen Bergleute. Colesbukta war durch eine Schmalspur-Lorenbahn mit Grumant verbunden, die bei Grumant durch einen Tunnel durch die Klippe des Kolberget geführt wurde. Nur wenige Bauwerke sind heute noch in Colesbukta vorhanden. 

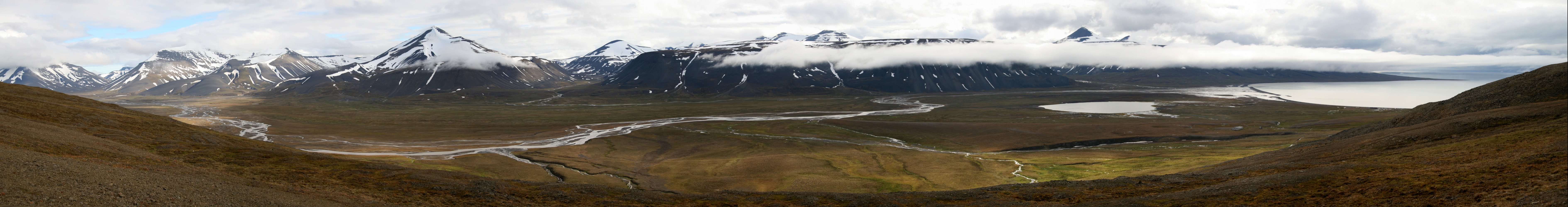
Colesdalen von Nordost mit Colesbukta (rechts)